# Potrebušnica
Potrebušnica ali peritonej je serozna mrena v trebušni votlini. Obdaja notranje organe, ki ležijo pod trebušno prepono in nad malo medenico.
Del potrebušnice, ki pokriva spredaj in ob straneh steno trebušne votline in medenico, zadaj retroperitonealne organe in zgoraj trebušno prepono, imenujemo stenska potrebušnica (parietalni peritonej), del, ki pokriva organe v trebušni votlini, pa drobovna potrebušnica (visceralni peritonej).
Drobovna potrebušnica obdaja vranico, želodec, večidel tankega in debelega črevesa, pri ženskah maternico, jajcevode in jajčnike.
Potrebušnica izloča in absorbira peritonealno tekočino, ki zmanjšuje trenje pri drsenju organov. Te tekočine je skupno le okoli 50 mL; če se količina peritonealne tekočine poveča, je to patološki pojav – govorimo o trebušni vodenici. Vnetje potrebušnice imenijemo peritonitis in predstavlja življenjsko nevarno komplikacijo.
Površina potrebušnice znaša pri človeku okoli 1,6–2,0 m².